# Colman (South Dakota)
|  | Dieser Artikel wurde aufgrund von inhaltlichen Mängeln auf der Qualitätssicherungsseite des Projektes USA eingetragen. Hilf mit, die Qualität dieses Artikels auf ein akzeptables Niveau zu bringen, und beteilige dich an der Diskussion! Eine nähere Beschreibung der zu behebenden Mängel fehlt. |

Colman ist eine US-amerikanische Stadt im Moody County in South Dakota. Das U.S. Census Bureau hat bei der Volkszählung 2020 eine Einwohnerzahl von 634 ermittelt.

## Demografie
Die bei der Volkszählung im Jahr 2000 ermittelten 572 Einwohner von Colman lebten in 242 Haushalten; darunter waren 156 Familien. Die Bevölkerungsdichte betrug 133 pro km². Im Ort wurden 259 Wohneinheiten erfasst, davon waren 242 bewohnt. Unter der Bevölkerung waren 97 % Weiße.
Unter den 242 Haushalten hatten 35 % Kinder unter 18 Jahren; 32 % waren Single-Haushalte. Die durchschnittliche Haushaltsgröße war 2,36, die durchschnittliche Familiengröße 3,03 Personen.
Der Median des Haushaltseinkommens betrug 32.143 $, der Median des Familieneinkommens 44.000 $. Das Prokopfeinkommen in Colman betrug 16.772 $. Unter der Armutsgrenze lebten 8 % der Bevölkerung.